# えりんぎ (お笑いコンビ)
えりんぎは、日本のお笑いコンビ。吉本興業所属。

## メンバー
佐藤 未来（さとう みく、1991年12月24日 -（33歳））
東京都練馬区出身。身長147 cm、体重55 kg。血液型はO型。足の大きさ24 cm。
かつては同期の羽柴麻以（元ソノヘンノ女）とコンビ「天然ピエロ」を組んでいた。「顔と声が好き」という理由で、タイプの芸人は浦井のりひろ（男性ブランコ）。
趣味は飲酒で、愛用しているタバコはメビウス パープル8mg。
ドミノ・ピザでバイトしており、得意なピザはクワトロ・ジャイアント。

おだいら つかさ（本名：小平 つかさ、1987年6月22日 -（38歳））
埼玉県越谷市出身、埼玉県立常盤高等学校卒業。身長155 cm、体重48 kg。血液型はA型。
かつては同期の荒井かな・うぶのハツナ（現・ふりいくっ!）とトリオ「ヴァージン」として活動。「とにかく元カレに似ている」という理由で、タイプの芸人は藤本淳史。
趣味はラリー参戦（車のレース、2020関東デイラリーシリーズチャンピオン・2021年関東デイラリー第2戦優勝）、カート、映画鑑賞、野球観戦、旅行。
特技は書道（師範代）、おっぱい書道（おっぱいを使って手で書いたものと同じくらい上手に書ける）、看護師業務（看護師歴14年）、セルフ亀甲縛り世界最速記録所持（自称）。
同期である空気階段と親交が深く、2018年の単独ライブ「strip」の告知ポスターにて後ろ姿でのヌードモデルを務めたり、コント「SD」の作中にAV女優・あいらつかさ役として写真のみ登場したりしている。
2022年11月より単独で埼玉県住みます芸人を担当しており、県内における看護師不足を鑑みて訪問看護ステーションを起業した。

## 来歴
元々互いに別のグループで活動していたが、同時期にどちらも解散。当時の佐藤は同期の中でもおだいらが嫌いだったものの、女性オンリーのライブへ出演して作家の山田ナビスコから佐藤のおだいらを嫌う様子が面白かったため、仮として組むのを提案され現在のコンビを結成。

## 芸風
漫才とコント両方を演じる。